# Microsoft Bookshelf
Microsoft Bookshelf (транскр.  Мајкрософт букшелф) је укинута референтна колекција представљена 1987. године као део Мајкрософтовог опсежног рада на промоцији CD-ROM технологије као медија за дистрибуцију за електронско издавање. Оригинална верзија MS-DOS-а је показала огроман капацитет складиштења CD-ROM технологије, и приступило јој се док је корисник користио један од 13 различитих програма за обраду текста које је Bookshelf подржавао. Наредне верзије су произведене за Microsoft Windows и постале су комерцијални успех као део бренда Microsoft Home.

## Технологија

### Bookshelf 1.0
Bookshelf 1.0 је користио власнички хипертекстуални механизам који је Microsoft искористио приликом куповине Cytation 1986. Такође коришћен за Microsoft Stat Pack и Microsoft Small Business Consultant, то је био резидентни програм који је радио заједно са доминантним програмом, без знања доминантног програма. Као и Apple-ов сличан читач хиперкартица, датотеке Bookshelf-а су користиле један сложени документ, који садржи велики број поддокумената („картица“ или „чланака“). Оба се разликују од тренутних претраживача који обично третирају сваку „страницу“ или „чланак“ као засебну датотеку.

### Bookshelf 2.0
У сарадњи са DuPont-ом, одељење за ЦД-РОМ компаније Microsoft развило је Windows верзију свог механизма за различите апликације попут управљања документима, помоћи на мрежи и ЦД-РОМ енциклопедије. У том пројекту, ови програмери су тајно радили са програмерима Мултимедијалног одељења како би био употребљив за амбициозније мултимедијалне апликације. Тако су интегрисали мултимедијални језик за означавање, претрагу целог текста и проширивост помоћу софтверских објеката, све су то уобичајене у модерном претраживању интернета.

## Пријем
Часопис BYTE је 1989. године навео Microsoft Bookshelf међу добитницима награде Изврсност, наводећи да је то „прва значајна примена CD-ROM технологије“ и „предзнак будућих личних библиотечких система“.